# Thin Air
Thin Air is een studioalbum van singer-songwriter Peter Hammill uit 2009.
Thin Air is Hammills tweede soloalbum na zijn hartinfarct; in tegenstelling tot andere soloalbums speelde Hammill op dit album alle muziekinstrumenten zelf. Het is een voor Hammills doen een ingetogen plaat geworden met thema’s als verdwijning, verandering en verlies. De instrumentatie is erg dun en aangezien hij alles zelf speelde vrij eenvoudig. Dat laatste in tegenstelling tot sommige van zijn eerdere soloalbums en de albums van Van der Graaf Generator. Slagwerk ontbreekt bijna geheel op het album, af en toe is wat lichte percussie hoorbaar, maar dat mag eigenlijk geen naam hebben. Het album is opgenomen gedurende augustus 2008 tot en met maart 2009. "Stumbled" stond toen al deels op tape; het is deels opgenomen in mei 2008 in een hotelkamer in Bilbao.  
"The Mercy" gaat over twee avonturiers, die een oplossing zochten; Donald Crowhurst die van schip verdween tijdens de Golden Globe Race uit 1969 en Lawrence Oates, die zijn leven offerde zodat anderen een trektocht op Antarctica overleefden. Het nummer "Ghosts of Planes" gaat indirect over de aanslagen op 11 september 2001; Hammill heeft ooit eens op het dak gestaan van het World Trade Center (New York). Sinds die aanslagen is het geluid van een overvliegend vliegtuig lang zo onschuldig niet meer als voorheen, aldus Hammill. "If We Must Part Like This" is een afscheid dat al lang heeft plaatsgevonden, maar beide mensen wisten dat nog als zodanig niet. "The Top of The World Club" (gevormd door Hammill en Guy Evans) gaat over een soortgelijk afscheid; niet van personen, maar van een breuk binnen Van der Graaf Generator. De band viel al uit elkaar; alleen geen van de leden was zich daarvan bewust. 
De hoes is een still uit de film Minutely Observed Horizon van Paul Ridout. Fie! is het eigen platenlabel van Hammill.

## Musici
De zang is af en toe meerstemmig, zoals vaker op zijn soloalbums:
- Peter Hammill – zang, gitaar, basgitaar, toetsinstrumenten, percussie

## Tracklist
| Nr. | Titel                     | Duur |
| --- | ------------------------- | ---- |
| 1.  | The Mercy                 | 6:21 |
| 2.  | Your Face on the Street   | 5:21 |
| 3.  | Stumbled                  | 4:48 |
| 4.  | Wrong Way Round           | 2:40 |
| 5.  | Ghosts of Planes          | 5:23 |
| 6.  | If We Must Part Like This | 4:38 |
| 7.  | Undone                    | 4:25 |
| 8.  | Diminished                | 6:11 |
| 9.  | The Top of the World Club | 7:03 |